# Bienvenue en Palestine
Pour les articles homonymes, voir Palestine.
Bienvenue en Palestine est le nom d'une campagne de sensibilisation menée chaque année depuis 2010 par des militants pro-palestiniens pour, selon cette organisation, dénoncer « le siège israélien des territoires occupés » et soutenir « le droit des Palestiniens à recevoir des visiteurs ». Le Ministère français des Affaires Étrangères a déconseillé de participer à cette opération, les organisateurs ayant été mis en garde contre les risques induits par cette opération.

## Incidents en 2012
- Les organisateurs français de l'opération « Bienvenue en Palestine » dénoncent « le racisme d'Israël et d'Air France ». Selon eux, « une jeune femme s'est vue obligée de descendre d'un avion à destination de Tel Aviv, parce qu'elle n'était ni israélienne, ni juive »[2].
- Hostile à cette opération, l'État d'Israël demande aux compagnies aériennes concernées de refuser l'embarquement de ces militants depuis différents aéroports européens. C'est ainsi que, sur les 1 500 participants annoncés, seule une centaine arrive à Tel Aviv, et une douzaine peut atteindre Bethléem : 58 militants sont bloqués à l’aéroport Ben Gourion et refusent de repartir vers leurs pays d'origine, ce qui conduit à leur arrestation et leur emprisonnement en Israël en attente des procédures légales d'expulsion. Ces militants entament alors une grève de la faim « pour exiger à nouveau leur droit élémentaire à circuler librement vers la Cisjordanie occupée, notamment Bethléem »[3].

## Historique

### 2010
La première campagne « Bienvenue en Palestine » a lieu en décembre 2010 : une centaine de militants sont alors autorisés par les autorités israéliennes à pénétrer en Cisjordanie.

### 2011
La deuxième campagne « Bienvenue en Palestine » a lieu du 8 au 16 juillet 2011. L'État d'Israël diffuse alors auprès des compagnies aériennes une « liste noire » de 342 participants qui sont empêchés d’embarquer, ce qui suscite diverses démonstrations de protestation dans plusieurs aéroports internationaux. Trente-six militants venus d'Europe interdits d'entrée en Israël sont expulsés dans les 48 heures qui suivent leur arrivée, 82 autres sont détenus quelques jours dans des prisons israéliennes dans l'attente de leur expulsion — les services israéliens de l'immigration annoncent que la raison de ce délai est « le manque de place disponible sur les vols vers l'Europe ». Les organisateurs déclarent que 60 à 90 activistes ont passé les contrôles de sécurité et ont participé à des manifestations anti-israéliennes en Cisjordanie,. En France, le ministère français des affaires étrangères avait mis en garde ses ressortissants des risques encourus.

### 2014 livre de témoignage
En 2014, sort un livre dont le titre reprend le nom de l'opération, et qui rassemble les témoignages de 11 Lorrains ayant participé à la campagne de 2011, parmi lesquels le député-maire Hervé Féron et Thomas Vescovi, membre de l'Union Juive Française pour la Paix,,. Hérvé Féron déclare qu'avant sa participation à ce voyage, il avait déjà soutenu des démarches de l'Association France-Palestine Solidarité par des courriers soulignant le sort des Palestiniens et appelant au retour des frontières de 1967 et à l'administration du territoire par l'ONU. Il ajoute que sa conscience de la situation n'était pas très nette, mais que sa participation au voyage a radicalement transformé sa représentation des choses. « Je veux juste raconter ce que j'ai vu et entendu. L'horreur, la honte de l'Humanité quand le monde reste sourd et aveugle, les processus diaboliquement structurés d'épuration ethnique. » Il ajoute plus loin : « Mon propos n'est jamais antisémite bien sûr, je ne me positionne jamais contre le peuple israélien, jamais contre les Juifs, ni contre quelque religion que ce soit. Je combats les fanatiques, les extrémistes, les fascistes. Je combats la politique du gouvernement israélien ».
Thomas Vescovi, alors étudiant en histoire, est depuis devenu chercheur en histoire contemporaine et continue à travailler sur le sujet des tensions israélo-palestiniennes.